# James Norris Memorial Trophy (IHL)
Die James Norris Memorial Trophy war eine Eishockey-Trophäe der International Hockey League (IHL) von 1956 bis zur Ligaauflösung 2001. Ausgezeichnet wurde der Torwart mit dem geringsten Gegentordurchschnitt.
Die Trophäe ist nach James E. Norris, dem ehemaligen Besitzer der Detroit Red Wings von 1932 bis zu seinem Tod im Jahr 1952, benannt. Erstmals wurde sie 1956 verliehen.

## Gewinner der James Norris Memorial Trophy
| Jahr    | Spieler                            | Team                 |
| ------- | ---------------------------------- | -------------------- |
| 1955/56 | Bill Tibbs                         | Troy Bruins          |
| 1956/57 | Glenn Ramsay                       | Cincinnati Mohawks   |
| 1957/58 | Glenn Ramsay                       | Cincinnati Mohawks   |
| 1958/59 | Don Rigazio                        | Louisville Rebels    |
| 1959/60 | Reno Zanier                        | Fort Wayne Komets    |
| 1960/61 | Ray Mikulan                        | Minneapolis Millers  |
| 1961/62 | Glenn Ramsay                       | Omaha Knights        |
| 1962/63 | Glenn Ramsay                       | Omaha Knights        |
| 1963/64 | Glenn Ramsay                       | Toledo Blades        |
| 1964/65 | Chuck Adamson                      | Fort Wayne Komets    |
| 1965/66 | Bob Sneddon                        | Port Huron Flags     |
| 1966/67 | Glenn Ramsay                       | Toledo Blades        |
| 1967/68 | Bob Perani Tim Tabor               | Muskegon Mohawks     |
| 1968/69 | John Adams Pat Rupp                | Dayton Gems          |
| 1969/70 | Bob Perreault Gaye Cooley          | Des Moines Oak Leafs |
| 1970/71 | Lyle Carter                        | Muskegon Mohawks     |
| 1971/72 | Glenn Resch                        | Muskegon Mohawks     |
| 1972/73 | Robbie Irons Don Atchison          | Fort Wayne Komets    |
| 1973/74 | Bill Hughes                        | Muskegon Mohawks     |
| 1974/75 | Bob Volpe Merlin Jenner            | Flint Generals       |
| 1975/76 | Don Cutts                          | Muskegon Mohawks     |
| 1976/77 | Terry Richardson                   | Kalamazoo Wings      |
| 1977/78 | Lorne Molleken Pierre Chagnon      | Saginaw Gears        |
| 1978/79 | Gordie Laxton                      | Grand Rapids Owls    |
| 1979/80 | Larry Lozinski                     | Kalamazoo Wings      |
| 1980/81 | Germain Gagnon Claude Legris       | Kalamazoo Wings      |
| 1981/82 | Lorne Molleken Dave Tardich        | Toledo Goaldiggers   |
| 1982/83 | Lorne Molleken                     | Toledo Goaldiggers   |
| 1983/84 | Darren Jensen                      | Fort Wayne Komets    |
| 1984/85 | Rick Heinz                         | Peoria Rivermen      |
| 1985/86 | Pokey Reddick Rick St. Croix       | Fort Wayne Komets    |
| 1986/87 | Alain Raymond Michel Dufour        | Fort Wayne Komets    |
| 1987/88 | Steve Guenette                     | Muskegon Lumberjacks |
| 1988/89 | Rick Knickle                       | Fort Wayne Komets    |
| 1989/90 | Jimmy Waite                        | Indianapolis Ice     |
| 1990/91 | Guy Hebert Pat Jablonski           | Peoria Rivermen      |
| 1991/92 | Wade Flaherty Artūrs Irbe          | Kansas City Blades   |
| 1992/93 | Rick Knickle Clint Malarchuk       | San Diego Gulls      |
| 1993/94 | Jean-Claude Bergeron Mike Greenlay | Atlanta Knights      |
| 1994/95 | Tommy Salo                         | Denver Grizzlies     |
| 1995/96 | Mark McArthur Tommy Salo           | Utah Grizzlies       |
| 1996/97 | Jeff Reese Rich Parent             | Detroit Vipers       |
| 1997/98 | Mike Buzak Kay Whitmore            | Long Beach Ice Dogs  |
| 1998/99 | Andrei Trefilow Kevin Weekes       | Detroit Vipers       |
| 1999/00 | Frédéric Chabot                    | Houston Aeros        |
| 2000/01 | Norm Maracle Scott Fankhouser      | Orlando Solar Bears  |